# コニファーいわびつ
コニファーいわびつは群馬県吾妻郡東吾妻町にあるリゾート施設。

## 概要
宿泊施設として洋室、和室をそなえた本館と、野趣あふれるログハウス、さらに夏季にはキャンプ場も開設しており、首都圏などから多くのキャンパーが訪れる。また、テニスからゲートボールまでプレー可能なスポーツ施設（グラウンド・テニスコート・体育館）も併設し、学生の合宿などの要望にも気軽にこたえる。
子ども向けのアスレチックも充実。広大な敷地を生かしたダイナミックな遊具が林の中に設置されている。
イワナやヤマメといった魚の塩焼きや、鹿の刺身など、地元の素材を生かした野趣あふれる料理でも高い評価を得ている。
地元の講師がレクチャーする蕎麦打ち・竹玩具・染物などの体験教室も人気。

## 自然
関東を代表する名勝として名高い岩櫃山が近い。登山に訪れることも可能。園内にはオオクワガタやカブトムシ、さらには天然記念物であるオオムラサキやニホンカモシカが生息している。渓流ではヤマメやイワナなど山の魚に出会える可能性もある。

## 最寄駅
- JR東日本吾妻線群馬原町駅から送迎バスで約10分。

## 沿革
- 吾妻町（東吾妻町の前身）の友好都市だった東京都杉並区の施設として「すぎなみ自然村」として開業。すぎなみふれあい公社が運営。
- 杉並区の財政悪化にともない、民営化。コニファーいわびつとして再スタート。

## 多くの著名人によるイベント
過去、多くの著名人が訪れている
- 田月仙（声楽家）
- 今井通子（登山家）